# Maximiliano Romero
Maximiliano Samuel Romero (Moreno, 1999. január 9. –) argentin labdarúgó, a Racing Club játékosa kölcsönben a PSV Eindhoven csapatától.

## Pályafutása
A Vélez Sarsfield saját nevelésű játékosa. 2015-ben az Arsenal FC érdeklődött iránta, de a szerződtetése nem történt meg. 2016. február 9-én mutatkozott be az élvonalban az első csapatban a Sarmiento ellen. Öt nappal később első gólját is megszerezte az Olimpo, ellen a szezont pedig 3 góllal fejezte be.
2017. december 21-én bejelentették, hogy a holland PSV Eindhoven szerződtette. 10,5 millió euróért szerződtették és öt esztendőre szóló szerződést írt alá a holland klubbal. 2019 júliusában kölcsönbe került a Vélez Sarsfield csapatához. 2022. június 25-én a Racing Club két évre kölcsönben igazolta le.

## Sikerei, díjai
- PSV Eindhoven
  - Holland kupa: 2021–22